# ISO 3166-2:JM
ISO 3166-2:JM – kody ISO 3166-2 dla podjednostek administracyjnych Jamajki.
Kody ISO 3166-2 to część standardu ISO 3166 publikowanego przez Międzynarodową Organizację Normalizacyjną. Kody te są przypisywane głównym jednostkom podziału administracyjnego, takim jak np. województwa czy stany, każdego kraju posiadającego kod w standardzie ISO 3166-1. 
Aktualnie (2020) dla Jamajki zdefiniowano kody dla 14 regionów. 
Pierwsza część oznaczenia to kod Jamajki zgodnie z ISO 3166-1, natomiast druga część oznaczenia znajdująca się po myślniku to dwucyfrowy kod regionu. 

## Kody ISO
| Kod ISO | Nazwa jednostki administracyjnej | Rodzaj jednostki administracyjnej |
| ------- | -------------------------------- | --------------------------------- |
| JM-01   | Kingston                         | region                            |
| JM-02   | Saint Andrew                     | region                            |
| JM-03   | Saint Thomas                     | region                            |
| JM-04   | Portland                         | region                            |
| JM-05   | Saint Mary                       | region                            |
| JM-06   | Saint Ann                        | region                            |
| JM-07   | Trelawny                         | region                            |
| JM-08   | Saint James                      | region                            |
| JM-09   | Hanover                          | region                            |
| JM-10   | Westmoreland                     | region                            |
| JM-11   | Saint Elizabeth                  | region                            |
| JM-12   | Manchester                       | region                            |
| JM-13   | Clarendon                        | region                            |
| JM-14   | Saint Catherine                  | region                            |